# Evania appendigaster
Evania appendigaster é uma espécie de inseto pertencente à ordem Hymenoptera, família Evaniidae. É uma vespa parasita solitária de ootecas de baratas, principalmente de Periplaneta americana.
São muito comuns no Brasil, particularmente em áreas infestadas com baratas de esgoto. Estas vespas têm voo lento e pouco habilidoso. Tímidas, evitam contato com seres humanos. São inofensivas e incapazes de machucar seres humanos ou seus animais, sendo o ovipositor longo, flexível e sem ponta afiada. Mesmo no caso de mordida, suas mandíbulas são muito curtas e sem pontas afiadas, além de a vespa ser arredia.
Evanideos aparentemente apenas conseguem parasitar ootecas de baratas de determinada idade, e levam cerca de 30 minutos para conseguir perfurá-las, com aparente ajuda de uma secreção. Depois de perfurar a ooteca, apenas um ovo é posto. Uma mesma ooteca pode ser atacada por diversas vespas.
Suas larvas consomem todo o conteúdo das ootecas, e de cada ooteca sempre apenas emerge uma vespa adulta. Em condições normais, o desenvolvimento leva de 25-45 dias para se completar.
Vespas adultas de ambos os sexos vivem cerca de 15-50 dias, alimentando-se apenas de líquidos.